# クリスティーナ・ドイテコム
クリスティーナ・ドイテコム（Cristina Deutekom, 1931年8月28日 - 2014年8月7日）は、オランダのソプラノ歌手。
アムステルダムにスティチェ・エンゲル(Stientje Engel)として生まれる。5歳のころから舞台に出演し、10代のころから地元の指揮者のヤン・スミットの下で音楽を学びながらキャバレー・グループに交じって歌を歌っていた。1952年にヤープ・ドイテコムと結婚し、アムステルダム音楽院のコビー・リーメルスマとフェリックス・フプカの下で声楽を学んだ。1963年にアムステルダム市立劇場でヴォルフガング・アマデウス・モーツァルトの《魔笛》で夜の女王役を歌ってデビューし、以後彼女の当たり役となった。1985年にビルバオでヘスース・グリーディの《アマーヤ》の上演に参加中に心臓発作を起こして歌手活動から引退し、ハーグ王立音楽院で後進の指導に当たった。2004年に脳卒中で倒れてからは教育活動からも退いた。
アムステルダムにて没。

## 註
1. ↑  ファースト・ネームの綴りについては"Christina"やクリスティーヌ"Christine"が使われることもある。
2. ↑  bach-cantatas.com
3. ↑  クリスティーナ・ドイテコム - Discogs（英語）
4. ↑  “Cristina Deutekom - obituary”. The Telegraph. (2014年9月1日).  オリジナルの2017年11月16日時点におけるアーカイブ。 2017年11月16日閲覧。
5. ↑  “Echtgenoot van Cristina Deutekom overleden (88)”. The Telegraph. (2017年7月16日).  オリジナルの2017年11月16日時点におけるアーカイブ。 2017年11月16日閲覧。

| スタブアイコン | サブスタブ | この項目は、まだ閲覧者の調べものの参照としては役立たない、人物に関連した書きかけの項目です。この項目を加筆・訂正などしてくださる協力者を求めています（P:人物伝/PJ:人物伝）。 |